# Mentalismo (psicologia)
Mentalismo (do inglês, mentalism) é a denominação de explicações que atribuem as causas do comportamento humano à estruturas, processos ou agentes internos ao sujeito.  Isto é, mentalismo é "qualquer teoria ou explicação do comportamento que atribua a eventos internos, sejam eles reais ou hipotéticos, o status de agente controlador do comportamento". Atualmente, concepções mentalistas são predominantes na psicologia e podem ser encontradas diversas abordagens teóricas, como na psicologia cognitiva, na teoria de desenvolvimento e da personalidade de Freud, na psicologia social contemporânea e na perspectiva de patologias e transtornos mentais do modelo psiquiátrico, representado pelo DSM-V. O termo "mentalismo" foi amplamente utilizado por B. F. Skinner e outros psicólogos da vertente behaviorista. 
Explicações mentalistas do comportamento humano costumam ter as seguintes características: (1) a divisão da experiencia humana em uma dimensão comportamental e outra pré-comportamental; (2) O uso de termos psicológicos, como mente ou cognição, para se referir a estruturas e entidades internas ao sujeito; e (3) o uso de estruturas internas (dimensão pré-comportamental) como causadoras efetivas do comportamento externo do sujeito. 